# Funktionale Syntax
Die Funktionale Syntax erklärt sprachliche Formen durch die kommunikativen Aufgaben und Zwecke, für die sie ausgebildet sind. Erste Ansätze dazu finden sich schon bei den Stoikern und durchziehen die ganze Tradition der Grammatikforschung. Sie wurden aber bis hin zum 19. Jahrhundert nicht zu einer konsistenten Sprach- bzw. Grammatiktheorie ausgebaut.
Philipp Wegener (1848–1916) knüpft in den „Grundfragen des Sprachlebens“ (1885) an die geisteswissenschaftliche Psychologie im Gefolge von Wilhelm Wundt an, die der Sprache besonderes Augenmerk schenkte. Er analysiert Sprechen als zweckhaft und hörerbezogen, als bestimmt durch die Anforderungen kommunikativer Hörersteuerung und Gewährleistung von Verstehen auf der Hörerseite. Über die Gedankenmitteilung hinaus werden Zwecke wie die Beeinflussung der Hörenden – durch Erregung ihrer Sympathie – verfolgt und schlagen sich in der Satzform und in den sprachlichen Mitteln nieder.

## Entwicklungen in der neueren Grammatikforschung
Der Sprachpsychologe Karl Bühler hat in seiner Sprachtheorie (1934) den Handlungs- und Werkzeugcharakter von Sprache herausgearbeitet. Eine funktionale Analyse sprachlicher Mittel wird durch seine Unterscheidung zwischen "Zeigfeld" und "Symbolfeld" der Sprache angestoßen, die von Konrad Ehlich (1986)(2007) zu einer Fünffelderlehre erweitert wurde. Den Feldern entsprechen die folgenden "sprachlichen Prozeduren" (Ehlich):
- die deiktische, zeigend den Hörer (H) in einem „Verweisraum“ orientierende Prozedur des Zeigfelds (ich, da, jetzt, dann)
- die operative, die Verarbeitung des verbalisierten Wissens durch H bestimmende Prozedur des Operationsfelds (z. B. Konjunktoren wie aber, Anaphern wie es)
- die symbolische, für H die Verbindung zur Wirklichkeit herstellende Prozedur des Symbolfelds (Substantiv-, Verb-, Adjektivstämme wie Haus-, schön-, versprech-)
- die expeditive, unmittelbar bei H (Wissen/Handeln) eingreifende Prozedur des Lenkfelds (z. B. Interjektionen, Imperativendung, Vokativ)
- die expressive, H nuancierte Bewertungen bzw. Einstufungen übermittelnde Prozedur des Malfelds (z. B. imitierende Intonationsmodulation).

An Bühler und die Prager Schule knüpft auch die Funktionale generative Beschreibung an.
Gegenstand der "Functional Grammar" von Simon C. Dik war „the grammatical organization of connected discourse“ (Dik 1989, 12). "Pragmatic adequacy" erreicht diese Grammatik, sofern ihr gelingt "to reveal those properties of linguistic expressions which are relevant to the manner in which they are used..."(Dik 1989, 12). Strukturverändernde Operationen (Transformationen), Filter, abstrakte semantische Prädikate etc. werden daher abgelehnt. 
Der Aufbau ist durch die Annahme bestimmt, dass alle lexikalischen Einheiten als Prädikate aufzufassen sind. Diese werden nicht in unabhängig erzeugte syntaktische Strukturen eingesetzt, sondern bilden selbst Strukturen, aus denen Prädikationen aufgebaut werden können. 
- Das Lexikon stellt elementare Einheiten (z. B. Prädikatsrahmen (“predicate frames”), Terme und Formationsregeln (“formation rules”)) bereit;
- Durch Term-Insertion entstehen nukleare Prädikationen, denen semantisch Sachverhalte entsprechen;
- Diese Prädikationen werden durch Operatoren (z. B. temporale) und Satelliten verschiedener Level (z. B. “Instrument”, später “Ort”) schrittweise weiter spezifiziert, je nach Skopoi, es ergeben sich entsprechend erweiterte Prädikationen (“core/embedded/extended predication”), jeweils wiederum verstanden als Prädikate über Variablen;
- Bezogen auf die realisierten Sachverhalte werden den Termen syntaktische oder präsentative (als “points of view”) Funktionen wie Subjekt und Objekt zugeordnet;
- Nach der Zuordnung syntaktischer Funktionen wird die propositionale Struktur durch Operatoren und Satelliten erweitert, die propositionale Einstellungen und Modalisierungen manifestieren, bis schließlich auf der Vollsatzebene illokutive Operatoren und Satelliten die Handlungsrolle spezifizieren und den Konstituenten der Prädikationen je nach “informational status” pragmatische Funktionen (“topic”, “focus”) zugewiesen werden;
- Form, Abfolge und Prosodie der Konstituenten werden schließlich durch die “expression rules” an der Oberfläche realisiert.

Zur aktuellen Entwicklung dieser Theorie: Hengeveld/McKenzie (2010).
Der Ansatz von Talmy S. Givón zur funktionalen Syntax ist strukturell und typologisch orientiert. Der Autor argumentiert mit vielfältigem Datenmaterial aus unterschiedlichen Sprachen. Givòn geht von den empirisch aufzufindenden Formen und den Strukturen, die sie bilden, aus. Wie ein Biologe die taxonomische Arbeit etwa an verschiedenen Typen von Skeletten als Vorstufe zu einem Verständnis ihrer Funktion im lebenden Organismus betreibe, so habe der Linguist sprachliche Strukturen zu typologisieren und die in ihnen kodierten Funktionen zu untersuchen. Die wichtigsten sprachlichen Funktionsbereiche bilden eine Hierarchie:
- Bedeutung als Gegenstand der lexikalischen Semantik kommt dem Wortschatz einer Sprache zu, in dem das generische Wissen einer Kultur gespeichert ist.
- Information als Gegenstand der propositionalen Semantik ergibt sich erst, wenn lexikalische Einheiten in Propositionen eingebettet werden, die syntaktisch in Form von Sätzen kodiert werden (Givón 1984, 31f.).
- Funktion (im Sinne von ‘Diskursfunktion’) erhalten diese Propositionen durch Einbettung in einen spezifischen Kontext, untersucht von der Diskurspragmatik.

Das Studium der Syntax erstreckt sich auf die Kodierungsmechanismen in den Bereichen (b) und (c). Die strukturellen Möglichkeiten – angesetzt werden Wortstellung, Flexion, Intonation und allgemeine Anwendungsbeschränkungen – bilden diskrete Einheiten. Dagegen sind die zu kodierenden Funktionsbereiche durch Multidimensionalität und Skalarität gekennzeichnet, so dass es sprachintern sowie in verschiedenen Sprachen zu unterschiedlichen Verteilungen der Kodierungspunkte in diesen Funktionsbereichen kommen kann.
Ein mehrperspektivischer Ansatz wird mit der „Grammatik der deutschen Sprache“ von Zifonun, Hoffmann und Bruno Strecker (1997) vorgelegt. Ein Zugang über die kommunikativen Funktion oder den sprachlichen Formaufbau sind keine sich ausschließenden, sondern komplementäre Alternativen:
- Einerseits ist auszugehen von den elementaren Funktionen, für die sprachliche Mittel ausgebildet sind (etwa der Funktion, Sachverhalte oder Gegenstände zu entwerfen, zu thematisieren oder thematisch fortzuführen). Dabei kommen nicht beliebige Funktionen in den Blick, sondern nur solche, für die spezifische sprachliche Formen und Mittel ausgebildet sind;
- Andererseits ist auszugehen von konkreten Formen und Mitteln (Laute, Wortformen, Wortstellung, Intonation) und dem formalen Aufbau sprachlicher Einheiten (beispielsweise der Verbgruppe schenkt ein Buch - schenkt seiner Freundin ein Buch - Peter schenkt seiner Freundin ein Buch). Ansatz ist hier jeweils eine spezifische Formausprägung oder ein spezifisches Mittel, das in seiner Formstruktur zu analysieren und soweit möglich in einen funktionalen Erklärungszusammenhang einzuordnen ist.

Die Untersuchung des Äußerungsaufbaus bedarf gemäß der pragmatischen Syntax in Hoffmann (2003, 2013) einer funktionalen Analyse aller Konstellationen von Sprachmitteln. Die Kombinatorik lässt sich nicht auf einen Grundtyp – etwa bloße Konstitution (Teile - Ganzes) – reduzieren. Vielmehr sind mehrere Grundtypen syntaktischer Prozeduren anzunehmen, die auf sich gestellt oder synergetisch die Äußerungsbedeutung schaffen. Den Vorbereich einer solchen Prozedur bilden die an die beteiligten sprachliche Mittel gebundenen Funktionen, den Nachbereich die Funktion der prozedural entstehenden Einheit. Formal kann das funktionale Zusammenwirken durch Verbindung oder Verschmelzung ihrer Ausdrucksgestalt, durch ihre unmittelbare oder eine positionsspezifische Abfolge, also das Mittel der Serialisierung, oder eine gemeinsame Intonationskontur verdeutlicht werden. Die geläufigen Konzepte vom Aufbau des Satzes setzen voraus, dass die hierarchische Gliederung durch Relationen derselben Art bestimmt sei: entweder Dependenz (vgl. Dependenzgrammatik) oder Konstituenz (vgl. Konstituentengrammatik) oder kompositionale Anbindung (vgl. die Kategoriale Syntax von Ajdukiewicz). Die lineare Ordnung wird durch Ableitung oder direkt oberflächensyntaktisch hergestellt. Demgegenüber wird in einer funktionalen, pragmatischen Syntax der Aufbau funktional bestimmt. Die beiden wichtigsten Typen funktionaler Kombinatorik sind:
- die "Synthese" ungleichartiger Ausdrücke/Mittel zu einer Einheit, deren Funktion nicht den Funktionen eines ihrer Teile entspricht;
- die "Integration" gleicher oder ungleichartiger Ausdrücke/Mittel zu einer Einheit, deren Funktion sich aus der Grundfunktion eines ihrer Teile ergibt.

Der Satz erscheint als Resultat einer Synthese. Im Verfahren der Synthese wird funktional Ungleichartiges zu einer höheren, selbständigen Funktionseinheit mit einem übergeordneten Zweck verbunden. Die Verknüpfung von Subjektion und Prädikation resultiert im Ausdruck des gegliederten, abgeschlossenen Gedankens als Basis eines Satzes. 
In der Prozedur der Integration verbinden sich Sprachmittel zu einer Funktionseinheit, wobei die Funktion des einen auf die Funktion des anderen Mittels hingeordnet ist und die Funktion des anderen unterstützt. Die Integration geht im Deutschen in der Regel mit Nachbarschaftsstellung und formaler Anpassung von Flexionsendungen einher. Die Funktion des Ganzen ergibt sich aus der dominanten Funktion eines Teils, des Kopfes der Konstruktion. Nur integrativ sind differenzierte Aufgaben wie Gegenstandsbezug (mein alter Freund aus der Karibik) oder Prädikation (mit Begeisterung Volleyball spielen) zu leisten. Weitere syntaktische Prozeduren wie die "Koordination" oder die "Implementierung" sind in Hoffmann (2003) dargestellt. Eine Grammatik auf dieser Basis ist Hoffmann (2013).